# Maurizio Cenni
Maurizio Cenni (Siena, 12 gennaio 1955) è un politico e sindacalista italiano, sindaco di Siena dal 14 maggio 2001 al 15 maggio 2011.

## Biografia
Nato e cresciuto a Siena, si è diplomato all'istituto magistrale "Santa Caterina" e laureato in scienze economiche e bancarie presso l'Università degli Studi di Siena nel 1979. Nel 1978 viene assunto dalla Banca Monte dei Paschi di Siena, diventandone poi vice direttore nel 2012.
Tra il 1994 e il 1997 ha fatto parte del consiglio di amministrazione della Robur Siena. 
Contradaiolo della Nobile Contrada del Nicchio, Maurizio Cenni è sposato ed ha due figli.

## Carriera politica
L'impegno politico di Cenni inizia nei primi anni settanta nel Partito Comunista Italiano, fondando il circolo della Figc di Siena, insieme con Bruno Valentini, futuro sindaco della città. Si avvicina al mondo del sindacato iscrivendosi nel 1979 alla sezione di Salerno della Fisac - CGIL, diventando l'anno seguente segretario provinciale di Latina.
Viene eletto come consigliere comunale a Siena nel 1993 nelle liste del Partito dei Democratici di Sinistra, divenendone poi il capogruppo. 
Riconfermatosi consigliere nel 1998, due anni dopo si candida alle primarie cittadine, battendo la sfidante Anna Carli con il 64% dei voti degli iscritti.
Il 13 maggio del 2001 Cenni diventa sindaco di Siena con il 57% dei voti, davanti al candidato del centrodestra Massimo Fabio.
Sostenuto da L'Unione viene confermato sindaco nelle elezioni comunali del 28 maggio 2006, al primo turno, battendo l'ex sindaco Pierluigi Piccini, portando a termine il suo secondo mandato il 15 maggio 2011.

## Controversie
Durante il suo secondo mandato non sono mancate le polemiche specie sul versante culturale. Del resto, già nel 2007 aveva chiuso i battenti Festival internazionale del cortometraggio di Siena mentre già Visionaria Film Fest stava prendendo la via di Piombino per continuare la propria attività. 
Polemiche che videro anche spese eccessive per le feste di capodanno come ad esempio quello del Capodanno 2006 con il concerto di Laura Pausini per un costo complessivo di 450 000 euro.